# Eugeniusz Wałaszek
Eugeniusz Wałaszek (ur. 30 października 1926 w Łodzi, zm. 30 października 1991 tamże) – polski aktor teatralny i filmowy.

## Życiorys
Występował w następujących teatrach:
- Popularnym w Grudziądzu (1959–1960)
- im. Wandy Siemaszkowej w Rzeszowie (1960–1961)
- Ziemi Krakowskiej im. Ludwika Solskiego w Tarnowie (1961–1962)
- im. Wilama Horzycy w Toruniu (1962–1963)
- Dramatycznym w Szczecinie (1963–1972)
- im. Stefana Jaracza w Łodzi (1972–1991)

Ojciec reżysera Marka Wałaszka

## Filmografia
- 1969: Jarzębina czerwona – pułkownik
- 1973: Czarne chmury – klucznik w więzieniu (odc. 1)
- 1974: Siedem stron świata – ojciec Lucka (odc. 1)
- 1974: Zapis zbrodni – ojciec Kazika
- 1975: Mazepa
- 1975: Niespotykanie spokojny człowiek – gość na weselu
- 1975: Wieczór u Abdona – dyrektor banku
- 1976: Czerwone ciernie – przemysłowiec
- 1976: Honor dziecka – woźnica Pudlarz
- 1976: Latarnik – karczmarz
- 1976: Zaklęty dwór – sekwestrator (odc. 5)
- 1977: Lalka – petent u Wokulskiego w Paryżu (odc. 5)
- 1977: Około północy – szuler
- 1977: Poza układem – pan prezes pijący zdrowie mistrza w klubie
- 1978: Rodzina Połanieckich – uczestnik licytacji (odc. 7)
- 1978: Umarli rzucają cień – barman
- 1978: Życie na gorąco – przedsiębiorca na spotkaniu z Alezanem w domu publicznym (odc. 6)
- 1979: Buddenbrookowie – członek Komitetu Obywatelskiego
- 1979: Kobieta i kobieta – delegat zjednoczenia
- 1980: Jeśli serce masz bijące – pomocnik kowala Preceli
- 1980: Polonia Restituta – sekretarz Arystydesa Brianda, premiera Francji
- 1980: Sherlock Holmes i Doktor Watson – menadżer boksera (odc. 18)
- 1981: Był jazz – aktor grający w „Brygadzie szlifierza Karhana"
- 1981: Jan Serce – Witucki, sąsiad Serców
- 1981: Krótki dzień pracy – sekretarz KC rekomendujący bohatera na stanowisko sekretarza KW w Radomiu
- 1981: Mężczyzna niepotrzebny! – docent Kwiatek, wykładowca Małgosi
- 1982: Polonia Restituta – sekretarz Arystydesa Brianda, premiera Francji (odc. 3)
- 1983: Adopcja – sąsiad matki Ani
- 1983: Magiczne ognie – Kozłowski, sąsiad Bielów
- 1983: Soból i panna – proboszcz Stuligiński
- 1984: Kobieta z prowincji – plantator chmielu
- 1984: Porcelana w składzie słonia – kolejkowicz potrzebujący koperty
- 1984: Vabank II, czyli riposta – chłop spotkany na drodze przez Sztyca
- 1985: Przyłbice i kaptury – brat ochmistrz w klasztorze w Koronowie (odc. 8)
- 1985: Wakacje w Amsterdamie – docent na przyjęciu
- 1986: Kryptonim „Turyści” – kolejarz Feliks Janiak (odc. 1 i 3)
- 1987: Nad Niemnem – rządca majątku Korczyńskich
- 1986: Nad Niemnem – rządca majątku Korczyńskich
- 1986: Pierścień i róża – arcybiskup
- 1986: Pierścień i róża – arcybiskup
- 1986: Pogrzeb lwa – klown
- 1987: Opowieść Harleya – gość na przyjęciu zaręczynowym Witka i Ireny
- 1988: Amerykanka – stróż
- 1988: Nowy Jork, czwarta rano
- 1988: Powrót do Polski – niemiecki dezerter kradnący Frankowskiemu kiełbasę
- 1990: Kramarz – kapelusznik
- 1990: W piątą stronę świata

## Odznaczenia i nagrody
- Krzyż Kawalerski Orderu Odrodzenia Polski (1986)
- Złoty Krzyż Zasługi (1972)
- Odznaka Honorowa „Zasłużony Działacz Kultury” (1971)
- Odznaka Honorowa miasta Łodzi (1987)